# Idomeneu de Làmpsac
Idomeneu (grec antic: Ἰδομενεύς, llatí: Idomeneus) va ser un filòsof epicuri grec que va florir entre els anys 310 aC-270 aC, nadiu de Làmpsac i deixeble d'Epicur. Es va casar amb Batis, germana de Metrodor de Làmpsac, un altre deixeble d'Epicur.
Va escriure un considerable nombre d'obres filosòfiques i històriques, si bé aquestes darreres no eren considerades de gran valor per Plutarc, però segurament donaven dades interessants, ja que estaven dedicades a les vides privades dels personatges més distingits de Grècia. Les obres s'han perdut, però Suides i Diògenes Laerci n'esmenten els títols següents:
- 1. Ἱστορία τῶν κατὰ Σαμοθρᾴκην, obra mencionada només per Suides
- 2. Περὶ τῶν Σωκρατικῶν.
- 3. Una obra sobre els Pisistràtides
- 4. Una obra sobre Temístocles
- 5. Una obra sobre Aristides
- 6. Una obra sobre Pèricles
- 7. Una obra sobre Demòstenes
- 8. Una obra sobre Èsquines
- 9. Una obra sobre Hipèrides
- 10. Una obra sobre Foció

Aquestes obres es creu que podien formar un conjunt, el títol del qual era probablement ώς δὲ Ἰδομενεύς φησι περὶ δημαγωγῶν.